# Wegwerfgesellschaft

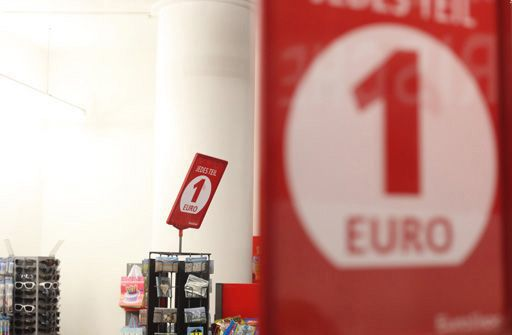
Produkte in einem Schaufenster, die für den schnellen Konsum bestimmt sind

Wegwerfgesellschaft ist ein Begriff, der von Kritikern der Überfluss- bzw. Konsumgesellschaft geprägt wurde. Er bezeichnet eine Gesellschaft, die wesentlich durch eine sogenannte Wegwerfmentalität geprägt ist, das heißt eine Mentalität, die davon geprägt ist, materielle Dinge unterschiedlichster Art nur relativ kurz zu nutzen und unnötig schnell zu entsorgen („wegzuwerfen“), d. h. entweder regulär der Abfallentsorgung zuzuführen oder irregulär wild in die Landschaft, den öffentlichen Raum etc. zu entsorgen (Vermüllung, Wilde Müllkippe). Diese Mentalität ist aus Sicht der Kritiker durch schnelles Konsumieren (Konsumismus), verschwenderischen Umgang mit natürlichen Ressourcen (Energie, Material) und Umweltverschmutzung geprägt.
Die Wegwerfmentalität hat eine Tendenz zu Einwegprodukten, auch wenn es sich eigentlich um Gebrauchsgüter handelt, die den Charakter langfristiger Konsumgüter haben, und vernachlässigt das sorgsame Pflegen und Instandhalten von Objekten sowie eine auf Dauerhaftigkeit angelegte Produktion zugunsten des schnellen Ersatzes durch neue Güter.
Schritte in Richtung mehr zu mehr Kreislaufwirtschaft sind eines der wichtigsten Ziele der Klimapolitik.

## Ursachen und Wirkung

### Wegwerfmentalität
Mit Wegwerfmentalität wird pejorativ eine nicht auf Nachhaltigkeit ausgerichtete Einstellung bezeichnet, die häufig auch reparable oder vollständig gebrauchsfähige Güter zugunsten neuer entsorgt.
Der Begriff beinhaltet auch eine kritische Sicht von Überproduktion und der Produktion unnötiger oder kurzlebiger Gegenstände in einer Konsumgesellschaft, deren Konsumverhalten sich an den Möglichkeiten des Konsums orientiert und weniger an der Notwendigkeit.
Vor diesem Hintergrund steht er auch für das gedankenlose Entsorgen von Abfällen in die Landschaft, auf die Straße oder in Grünanlagen aus Gründen der Bequemlichkeit (oder aus Übermut bzw. Lust an Provokation oder deviantem Verhalten) unmittelbar nach Abschluss der Konsumhandlung (z. B. Bierdosen in der Landschaft; siehe Vermüllung).

### Preiswerte Produktion und günstiger Preis
Durch industrielle Produktion in Serien und in großen Stückzahlen lassen sich viele Gegenstände heute sehr günstig herstellen. So sind sehr günstige Verkaufspreise möglich. Reparatur und Pflege ist nicht selten teurer. Der geringe Kaufpreis der Produkte erleichtert den Austausch des Produkts und die Neuanschaffung.

### Schneller technologischer Fortschritt
Insbesondere im Bereich von Unterhaltungselektronik, Kommunikationsmitteln und elektrischen Geräten verändern sich aufgrund technologischen Fortschritts die Standards so schnell, dass auch hochwertige Produkte schon nach wenigen Monaten nicht mehr dem Stand der Technik entsprechen. So erfolgt ein Austausch des Geräts oft schon, obwohl das Vorgänger-Gerät noch funktionsfähig ist.

### Schnell wechselnde Moden und Streben nach Abwechslung
Ein ähnlicher Effekt ist bei Produkten zu beobachten, bei denen es auf die ästhetische Erscheinung ankommt; Bekleidung, Schuhe, Einrichtungsgegenstände, Geschirr etc.
Insbesondere Kleidung wird oft entsorgt, weil sie schon nach kurzer Zeit (oft nur wenige Monate) nicht mehr dem Zeitgeist bzw. der aktuellen Mode entspricht und so trotz gutem Erhaltungs-Zustand aussortiert wird. Die Bekleidungsindustrie folgt diesem Trend und fördert ihn. Trendige Unternehmen wechseln schon nach wenigen Wochen ihre Kollektionen. Kurzlebige Produktzyklen fördern den Umsatz. Die Reparatur von Bekleidung oder Schuhen findet, wenn überhaupt, fast nur noch im hochpreisigen Sektor statt.
Dabei ist der Begriff der Mode auch auf Dinge ausgeweitet worden, die ihm früher nicht unterworfen waren – etwa Möbel, die noch vor einigen Jahrzehnten für ein ganzes Leben angeschafft wurden, heute aber auch aus Gründen des gewandelten Geschmacks ersetzt werden, obwohl sie noch in gutem Zustand sind. Gleiches gilt auch für Heimtextilien wie Bettwäsche oder Handtücher, die in der Vergangenheit oft als Aussteuer in besonders guter Qualität angeschafft wurden um für ein ganzes Leben benutzt werden zu können.

### Geringe Haltbarkeit
Häufig wird nicht mehr für eine lange Haltbarkeit und Langlebigkeit produziert. Dabei kommt es hier zu einer ungünstigen Rückkopplung der Ursachen-Faktoren „günstiger Preis“, „Wegwerfmentalität“ und „geringe Haltbarkeit“: Nicht langlebige Produkte haben in der Regel geringere Produktionskosten. Günstige Produkte erzeugen eher die Bereitschaft, diese auszutauschen, müssen also nicht so lange halten, um sich zu rechnen.
So wird beispielsweise Kleidung produziert, die schon nach kurzer Zeit und wenigen Wäschen deutliche Spuren von Abnutzung zeigt. Gerade Anbieter des Niedrigpreis-Segments (z. B. KiK oder Primark) stehen in der Kritik für ein solches Konzept. Entsprechendes Marketing fördert die stete Erneuerung.
Ähnliche Entwicklungen lassen sich in fast allen Kategorien der Konsumgüter erkennen, so auch bei Haushaltsgeräten. Viele Haushaltsgegenstände überdauerten früher oft eine ganze Generation. Durch industrielle Produktionsmethoden lassen sich viele dieser Gegenstände und Geräte heute sehr günstig herstellen. Der geringe Preis erlaubt eher eine Neuanschaffung. Auch hier gehen kürzere Produktnutzungszeiten mit verringerter Qualität einher, da die Produkte aus Sicht des Herstellers weniger auf Langlebigkeit ausgelegt werden müssen und Preisvorteile bei der Anschaffung in den Vordergrund treten.
Wurden Möbelstücke noch vor wenigen Jahrzehnten „vererbt“, so überstehen viele preisgünstige Möbel heutzutage kaum einen Umzug.

### Einwegprodukte
Die Plastiktüte stellt eines der Symbole der Wegwerfgesellschaft dar. Häufig als Dienstleistung kostenlos zum Einkauf hinzugegeben, wird sie nur selten weitergenutzt. Gegenstück ist der textile Einkaufsbeutel. Sogenannte Einwegprodukte werden bereits nur für den einmaligen Einsatz konzipiert. So wird beispielsweise Einweggeschirr eingesetzt, um den Aufwand der Reinigung und des Rücktransportes zu sparen. Ein anderer Einsatzbereich sind Einwegverpackungen anstelle von Mehrwegverpackungen im Handel, prominente Beispiele sind hier Einwegsysteme im Bereich der Getränkeindustrie (z. B. Getränkekartons, Einwegflaschen, Einweg-Dosen) und der Fast-Food-Branche (z. B. Pizzaschachteln, Hamburgerboxen, Menüschalen, Kaffee-Becher). Nach einem Vorschlag der EU-Kommission sollen gewisse Einwegprodukte, wie etwa Trinkhalme aus Kunststoff, in Zukunft in der EU verboten werden. Zudem möchte man die Hersteller dazu verpflichten, sich an den Reinigungskosten zu beteiligen, wie z. B. die Zigarettenhersteller für das Einsammeln von Zigarettenstummeln an Stränden etc.
Von der Wegwerfgesellschaft klar abzugrenzen sind Einwegprodukte insbesondere im Sanitäts- und Medizinbereich, sowie in anderen Bereichen, in denen Hygiene wichtig ist: z. B. Einweghandschuh, Einwegoverall, Einwegspritze und Toilettenpapier.

### Geringe Reparabilität von Produkten
Auch hochwertige und entsprechend teure Produkte sind heute oft so gestaltet, dass sie auch bei einem geringfügigen Defekt nicht oder nur mit unverhältnismäßigem Aufwand repariert werden können, beispielsweise durch Vergießen elektronischer Bauteile, Nieten und Kleben statt Verschrauben, bzw. Verschraubungen durch Abreißschrauben. Dadurch können häufig selbst schnell verschleißende Bauteile (etwa Akkumulatoren) nicht mehr ausgetauscht werden. Dies ist aus Sicht des Herstellers moderner Produktgestaltung und effizienten Produktionsmethoden geschuldet, bei denen die Reparaturfreundlichkeit gegen viele andere Faktoren abgewogen werden muss; ferner werden Sicherheitsbedenken ins Feld geführt, eine Reparatur könne angeblich die Sicherheit des Produkts verringern. Auch übersteigt der organisatorische Aufwand (Fehleranalyse, Ersatzteilbeschaffung, Transport/Anfahrt etc.) häufig den Wert des defekten Teils und oft auch des gesamten Produkts. Zudem sind Ersatzteile oft bereits nach kurzer Zeit gar nicht mehr erhältlich oder werden nur zu hohen Preisen abgegeben, die eine Reparatur nicht mehr lohnenswert erscheinen lassen.

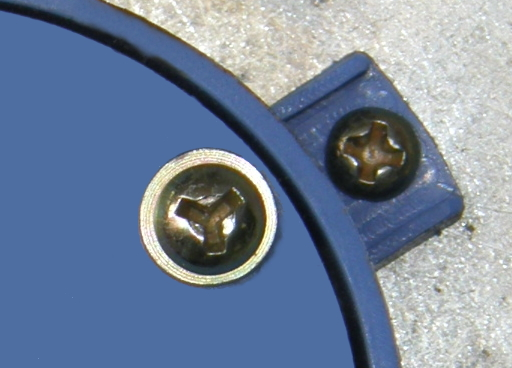
Y-Type-Schraubenkopf neben einem kreuzförmigen Schraubenkopf

Die Verwendung von erzeugerspezifischen Formen der Schraubenköpfe, die nur mit passendem Spezialwerkzeug gelöst werden können, oder Einwegschrauben, die nur in eine Richtung gedreht werden können, erschwert hingegen absichtlich die Demontage und treibt so den Reparaturaufwand in die Höhe.
Kritiker argumentieren, dies verfolge den Zweck, dass ein Verbraucher auch bei einem kleinen Defekt des entsprechenden Teils zu einem Neukauf ganzer Baugruppen oder Neugeräte genötigt wird. Begünstigt werden diese Praktiken dadurch, dass Hersteller bis auf wenige Ausnahmen, welche sich aus den europäischen Ökodesign-Richtlinien ergeben können, keinerlei gesetzlichen Vorgaben zur Ersatzteilbevorratung oder prinzipiellen Reparabilität ihrer Produkte folgen müssen.

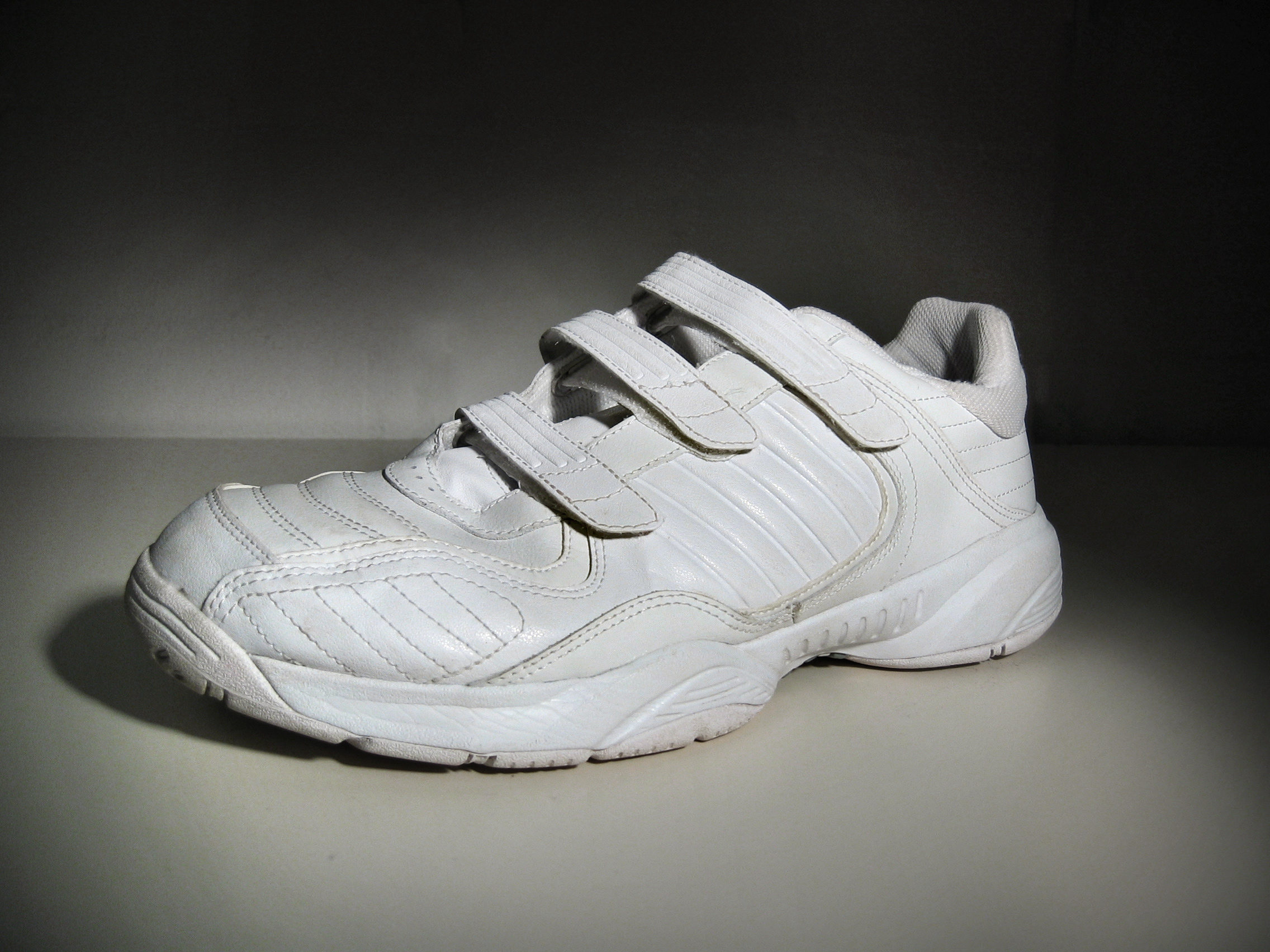
Die seit den 1980er Jahren verbreiteten Sneaker lassen sich nicht reparieren.

Bewusst eingebaute Schwachstellen des Herstellers, um die Lebensdauer eines Produkts zu begrenzen und den Verbraucher zum Neukauf anzuregen, bezeichnet man auch als geplante Obsoleszenz. Zum Beispiel wird dem Phoebuskartell von 1924, das die maximale Lebensdauer von Glühlampen auf 1000 Betriebsstunden begrenzte, obwohl bereits zu dieser Zeit die technisch mögliche Lebenserwartung von handelsüblichen Glühlampen länger war, geplante Obsoleszenz vorgeworfen.
Zugleich ist allerdings auch die Bereitschaft der Käufer gesunken, kleinere Reparaturen vorzunehmen, insbesondere im Bereich von Textilien. So wird getragene Kleidung heute kaum noch repariert. Modetrends zum Beispiel bei Schuhen führen außerdem dazu, dass aufgrund der Fertigung eine Reparatur oft unmöglich ist und somit Berufe wie die des Schuhmachers aussterben.

## Kritik
Der Vorwurf der „Wegwerfgesellschaft“ richtet sich vor allem gegen die westlichen Industrieländer.